# Mikrogeophagus
Mikrogeophagus és un gènere de peixos pertanyent a la família dels cíclids.

## Distribució geogràfica
Es troba a Sud-amèrica.

## Taxonomia
- Mikrogeophagus altispinosus (Haseman, 1911)
- Mikrogeophagus ramirezi (Myers & Harry, 1948)[5][6][7][8][9][10][11]

## Observacions
Ambdues espècies són populars com a peixos d'aquari, sobretot Mikrogeophagus ramirezi.